# 1-й Крепостной переулок
1-й Крепостной переулок — переулок в центральной исторической части Таганрога. Расположен на территории бывшей Троицкой крепости.

## География
Расположен между Комсомольским бульваром и районом рыбоперерабатывающего завода, уходя в глубь улочек и переулков вдоль Флагманского спуска. Пересекает Греческую улицу, Петровскую улицу, улицу Чехова, Полуротный переулок, улицу Шевченко. Протяжённость 1050 м. Нумерация домов ведётся от Греческой улицы.

## История
Первоначальное название не установлено. Переулок располагается на месте бывшей Троицкой крепости, ограничивая бывшую крепостную «генераловую» площадь, на которой сегодня располагаются территории корпусов «Е», «И» ИТА ЮФУ, завода «Кристалл».
На участке 1-го Крепостного переулка между улицами Чехова и Шевченко сохранилась аутентичная булыжная мостовая XIX века.

## В 1-м Крепостном переулке расположены
- Таганрогское отделение банка ВТБ 24 — 1-й Крепостной переулок, 24.
- Территория корпусов «Е», «И» ИТА ЮФУ, завода «Кристалл» — 1-й Крепостной переулок, в районе дома 34[2].
- Стоматологическая поликлиника № 3 и универсам «Пятёрочка» — 1-й Крепостной переулок, 34[2].
- «Петровские казармы» — 1-й Крепостной переулок, 46[4].
- Церковь Николая Чудотворца — 1-й Крепостной переулок, в районе дома 51[5].

## Памятники
По адресу 1-й Крепостной переулок, 46 расположен памятник архитектуры федерального значения «Войсковая ячейка» («Петровские казармы»).